# Tacheng (Stadt)
| Uigurische Bezeichnung          | Uigurische Bezeichnung |
| ------------------------------- | ---------------------- |
| Arabisch-Persisch (Kona Yeziⱪ): | چۆچەك شەھىرى           |
| Lateinisch (Yengi Yeziⱪ):       | Qɵqək Xəⱨiri           |
| Kyrillisch (Sowjetunion):       | Чөчәк шәһири           |
| offizielle Schreibweise (VRCh): | Qoqek                  |
| Aussprache in IPA:              | [tʃøtʃɛk]              |
| andere Schreibweisen:           | Chöchek                |
| Chinesische Bezeichnung         |                        |
| Kurzzeichen:                    | 塔城市                 |
| Langzeichen:                    | 塔城市                 |
| Umschrift in Pinyin:            | Tǎchéng Shì            |
| Umschrift nach Wade-Giles:      | T’a-ch’êng Shih        |

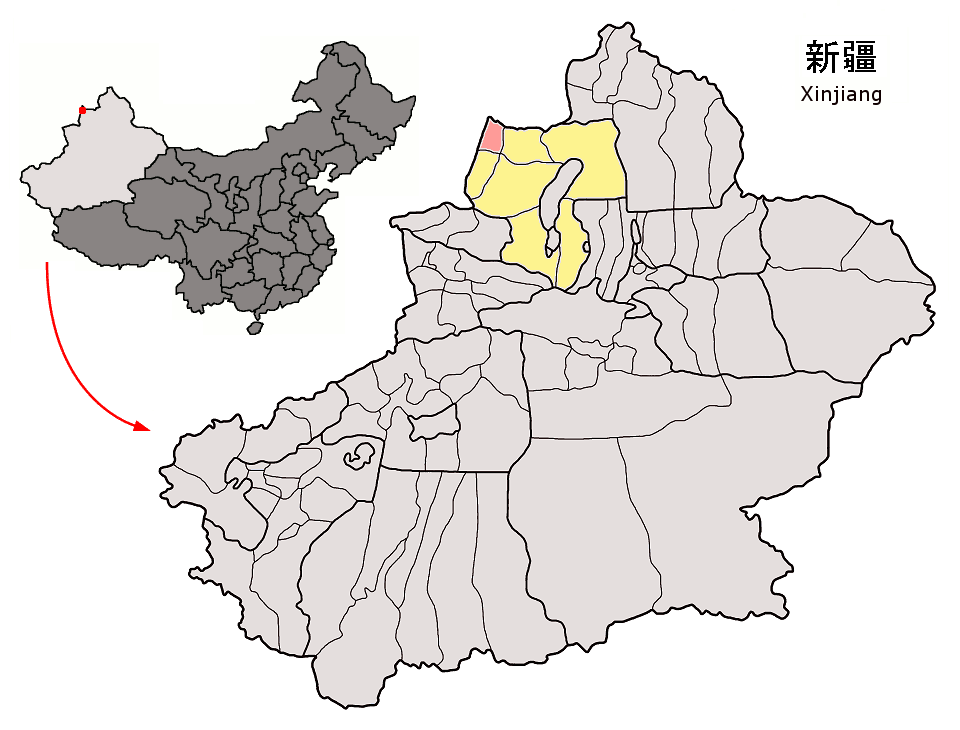
Lage der Stadt Tacheng (rosa) im Regierungsbezirk Tacheng (gelb)

Die Stadt Tacheng (kasachisch شاۋەشەك / Шәуешек / Şәweşek) ist eine kreisfreie Stadt des Regierungsbezirks Tacheng, der zum Kasachischen Autonomen Bezirk Ili im Uigurischen Autonomen Gebiet Xinjiang der Volksrepublik China gehört. Die Fläche beträgt 4.007 Quadratkilometer und die Einwohnerzahl 161.037 (Stand: Zensus 2010). 1999 zählte Tacheng 146.511 Einwohner.

## Administrative Gliederung
Auf Gemeindeebene setzt sich die kreisfreie Stadt aus drei Straßenvierteln und sechs Gemeinden (davon eine Nationalitätengemeinde der Daur) zusammen. Diese sind (Pinyin/chin.):
- Straßenviertel Heping 和平街道
- Straßenviertel Xincheng 新城街道
- Straßenviertel Dubieke 杜别克街道

- Gemeinde Ergong 二工乡
- Gemeinde Qiaxia 恰夏乡
- Gemeinde Abudula 阿不都拉乡
- Gemeinde Yemenle 也门勒乡
- Gemeinde Kalahabake 喀拉哈巴克乡
- Gemeinde Axir der Daur 阿西尔达斡尔族乡

## Verkehr
17 km entfernt liegt Baktu, der historische Grenzübergang nach Kasachstan, der 1992 wieder für den örtlichen und 1995 für internationalen Verkehr  eröffnet wurde. Er liegt an der G 3015 / S 221, die durch die kasachische A-8 fortgesetzt wird. Eine Buslinie verbindet Tacheng mit dem 300 km entfernten Ajagös und dem 600 km entfernten Öskemen (Ust-Kamenogorsk) in Kasachstan.